# Чтобы вы поняли… коронавирус
«Что́бы вы по́няли… коронави́рус» (англ. Coronavirus, Explained) — американский документальный мини-сериал, выпущенный компанией Vox. Наряду с сериалами «Чтобы вы поняли… ум» и «Чтобы вы поняли… секс», является спин-оффом телевизионного шоу «Разъяснения». Сериал рассматривает различные темы, связанные с пандемией COVID-19, а также действия по её предотвращению. Премьера сериала на Netflix состоялась 26 апреля 2020 года. Рассказчиками выступили Джей Кей Симмонс, Лора Линни и Идрис Эльба.

## Список серий
| № | Название              | Рассказчик       | Дата премьеры  |
| --- | --------------------- | ---------------- | -------------- |
| 1 | «Эта пандемия»        | Джей Кей Симмонс | 26 апреля 2020 |
| Обновление эпизода сериала «Разъяснения» под названием «Следующая пандемия», рассказывающего о том, как вирус рос и распространялся по всему миру. |                       |                  |                |
| 2 | «Гонка за вакциной»   | Лора Линни       | 16 июня 2020   |
| Обзор вакцин и гонки за их разработку для прекращения пандемии COVID-19.                                                                           |                       |                  |                |
| 3 | «Как себя поддержать» | Идрис Эльба      | 16 июня 2020   |
| Обсуждение стратегий преодоления стресса, вызванного пандемией и глобальной изоляцией.                                                             |                       |                  |                |

## Производство

### Съёмки
Компания Vox Media планировала выделить для каждого эпизода сериала по десять недель работы, однако из-за распространения пандемии коронавируса первый эпизод был выпущен в спешке, за две с половиной недели. До начала пандемии компания уже брала интервью у Билла Гейтса для эпизода второго сезона сериала «Разъяснения» под названием «Следующая пандемия». В конечном итоге Vox Media использовала часть этих материалов для первой серии программы.

### Выход
Трейлер мини-сериала был выпущен 22 апреля 2020 года. Первый эпизод вышел 26 апреля 2020 года, а второй и третий — 16 июня 2020 года на Netflix.